# Solarino
Solarino ist eine Stadt im Freien Gemeindekonsortium Syrakus in der Region Sizilien in Italien mit 7528 Einwohnern (Stand 31. Dezember 2023).

## Lage und Daten
Solarino liegt 16 km westlich von Syrakus. Die Einwohner arbeiten hauptsächlich in der Industrie und in der Landwirtschaft.
Die Nachbargemeinden sind Floridia, Palazzolo Acreide, Priolo Gargallo, Syrakus und Sortino.

## Geschichte
Die Gemeinde wurde 1759 gegründet.

## Sehenswürdigkeiten
- Chiesa Madre
- Chiesa San Paolo Apostolo
- Ospedale Vasques
- Grotta del Ventaglio
- Palazzo Requisenz

## Städtepartnerschaften
Es bestehen Partnerschaften mit New Britain, Vereinigte Staaten, seit dem 23. September 1985, mit Aninoasa, Rumänien, seit dem 21. Juli 2001 und mit Merri-bek City in Australien seit dem 26. Januar 2007.

## Belege
1. ↑  Bilancio demografico e popolazione residente per sesso al 31 dicembre 2023. ISTAT. (Bevölkerungsstatistiken des Istituto Nazionale di Statistica, Stand 31. Dezember 2023).
2. ↑  Cities International, Inc. (SCI) Online Directory: Italy, Europe (Memento vom 11. September 2006 im Internet Archive)
3. ↑  Archivierte Kopie (Memento des Originals vom 8. Januar 2007 im Internet Archive)  Info: Der Archivlink wurde automatisch eingesetzt und noch nicht geprüft. Bitte prüfe Original- und Archivlink gemäß Anleitung und entferne dann diesen Hinweis. Primariaaninoass
4. ↑  Sister cities and friendship cities, Merri-bek City Council, abgerufen am 4. August 2025